# ジョージ・ワシントン (空母)
ジョージ・ワシントン (USS George Washington, CVN-73) は、アメリカ海軍の航空母艦。ニミッツ級航空母艦の6番艦。艦名は初代アメリカ合衆国大統領ジョージ・ワシントンに因んで命名された。日本に配備された初の原子力推進空母である。2015年に本国帰国、近代化改修後、2024年に再度日本に配備された。

## 艦歴
1986年8月25日、ニューポート・ニューズ造船所で建造開始。1990年7月21日に当時のファーストレディのナンシー・レーガン、バーバラ・ブッシュにより命名、進水し、アメリカ合衆国の216回目の独立記念日である1992年7月4日に就役した。当初の母港はバージニア州のノーフォークであった。
就役以来、本艦は6度の地中海およびペルシャ湾配備を経験した。
最初の配備が行われた1994年には、ノルマンディー上陸作戦50周年記念の背景として貢献した。2度目の配備が行われた1996年には、ボスニア・ヘルツェゴビナ紛争における各勢力の指導者から成る共同軍事委員会による歴史的な会合のホスト役を果たした。ジョージ・ワシントンはさらにボスニア・ヘルツェゴビナにおける平和維持活動、デサイシヴ・エンデヴァー作戦で重要な役割を果たし、イラク南部の飛行禁止区域の警戒活動、サザン・ウォッチ作戦に参加した。
1997年10月から1998年4月まで行われた3度目の配備では、ジョージ・ワシントンは6ヶ月間のほとんどをペルシャ湾での巡航に費やし、イラクに対する国連武器査察団の支援を行った。
4度目の配備は2000年6月21日に出航し、地中海、インド洋およびペルシャ湾で6ヶ月間にわたり作戦活動に従事した。艦載機はイラクに800回出撃し、サザン・ウォッチ作戦を支援し、戦闘群の水上艦艇は海上封鎖作戦を実施し、国連制裁に違反するイラクからの20,000トン以上の原油の密輸を阻止した。また、ユーゴスラビアの大統領選挙後に緊張が高まると、戦闘群は地域の安定に寄与した。
2004年に地中海からインド洋に入りイラク戦争終結後の海上検査作戦などの警戒活動に行う。4月18日第131戦闘攻撃飛行隊のF/A-18Cがイラク北部のキルクークに潜伏するテロリストに対する精密爆撃と機銃掃射攻撃を実施した。これは、イラク戦争終結以降空母による最大の攻撃作戦であった。
本土に帰還後、2004年11月にはF/A-18E/Fの初めての発着艦テストを実施した。
2005年度で予定していた通常動力型のジョン・F・ケネディ(USS John F. Kennedy, CV-67) の大規模整備が中止になったことで、燃料棒交換およびオーバーホール(RCOH:Refueling and Complex OverHaul)の時期が早まると見られていた。

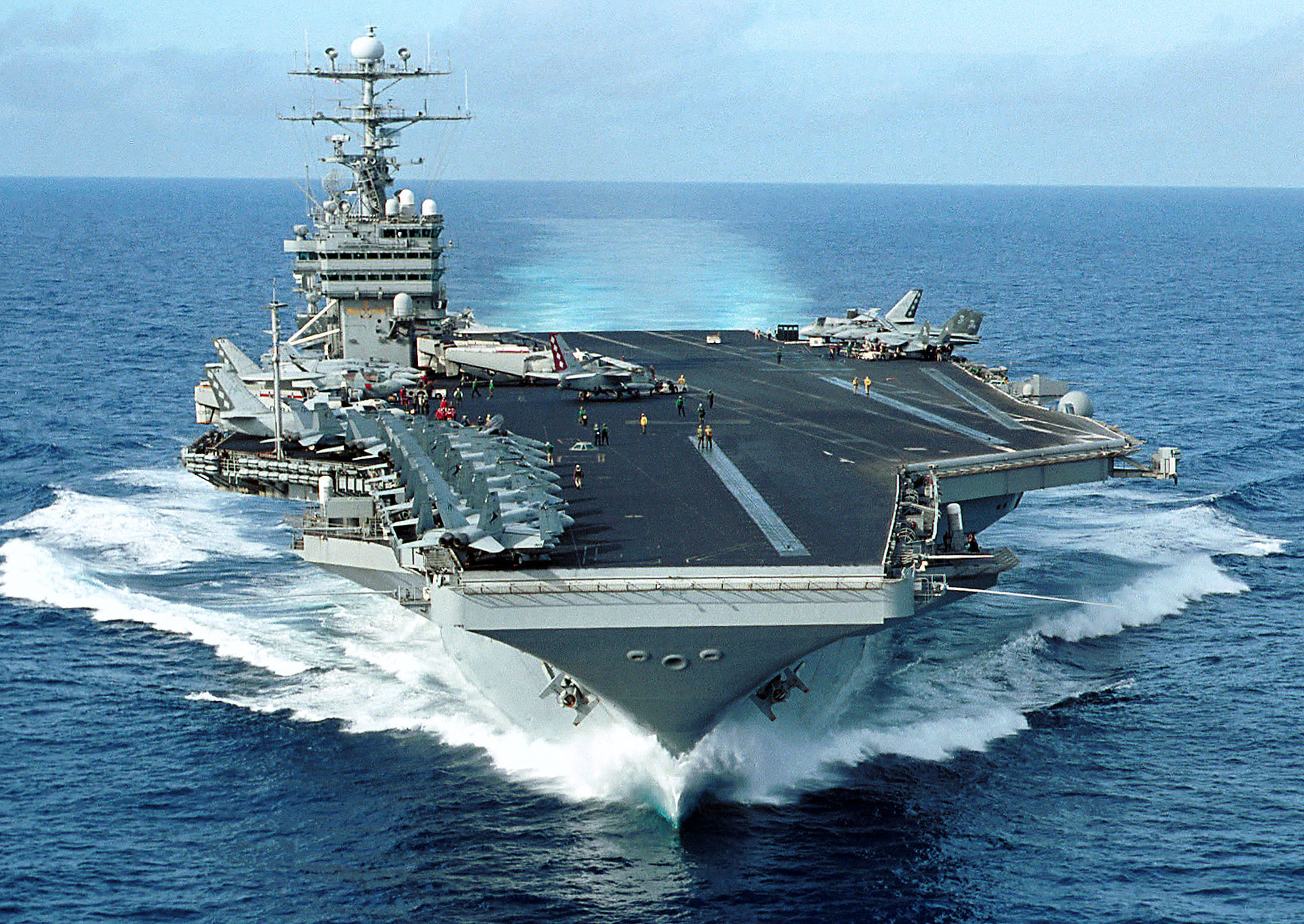
大西洋を航行中のジョージ・ワシントン。 2002年
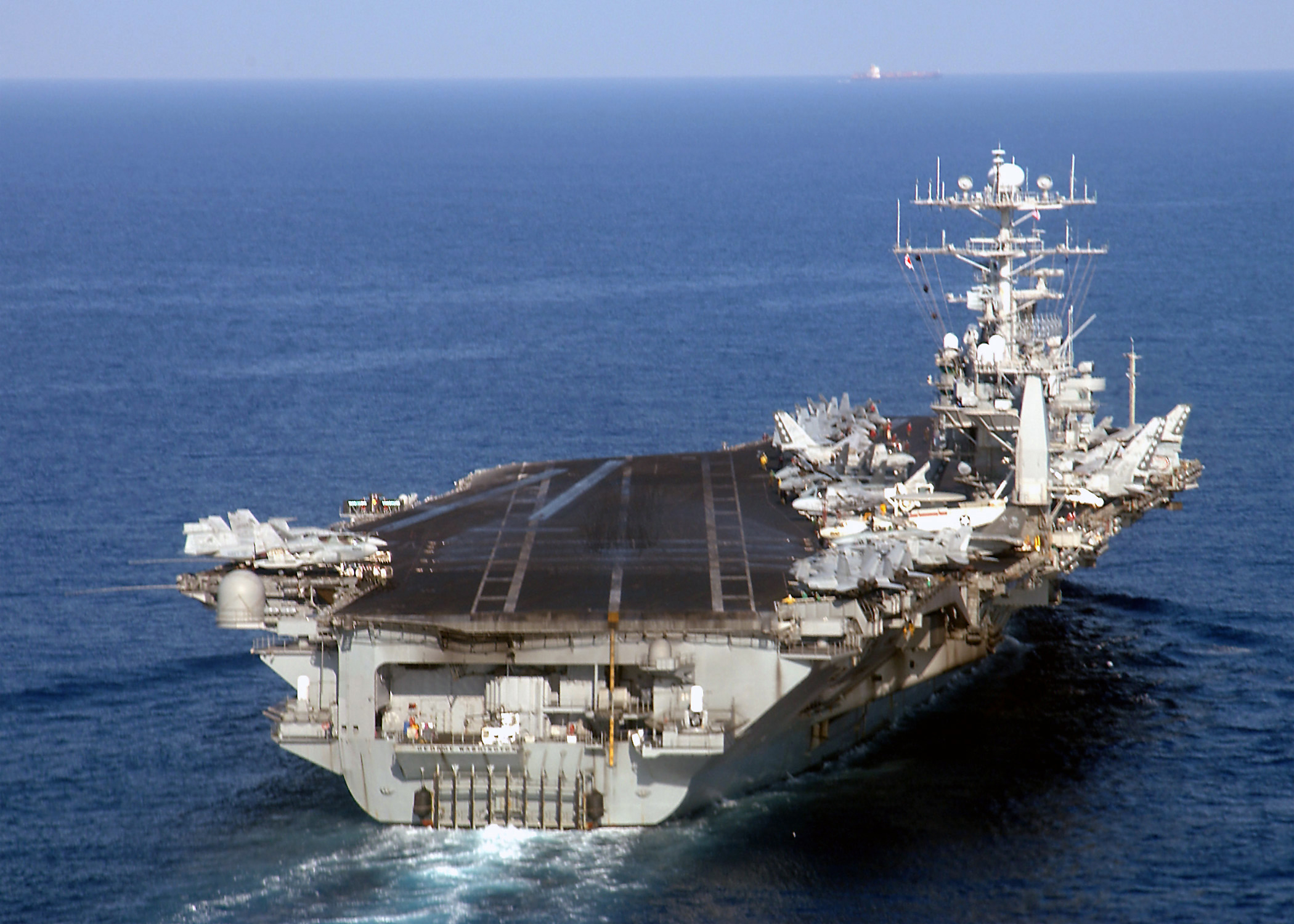
着艦時のF-14から見たジョージ・ワシントン。
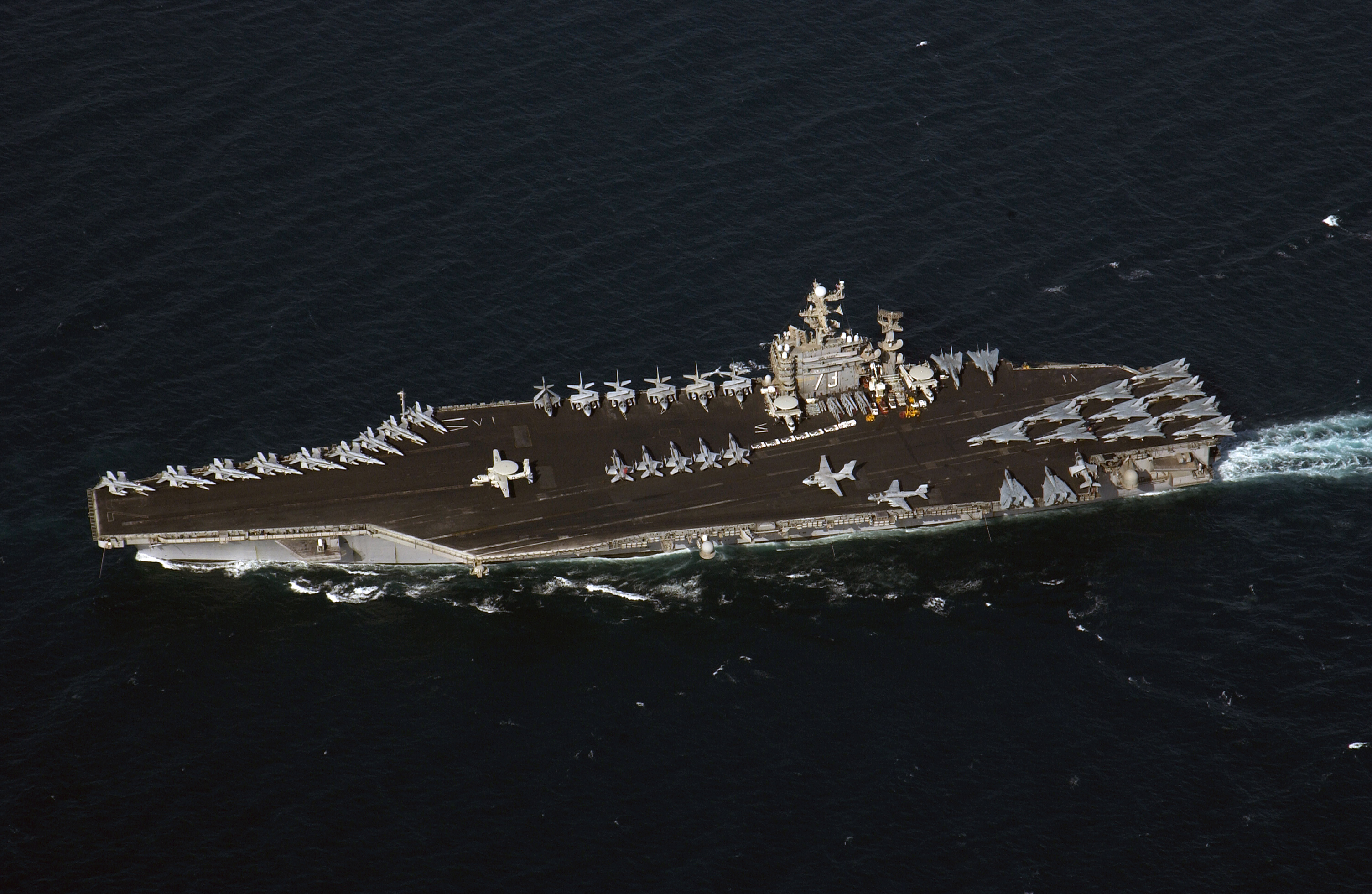
ペルシア湾を航行中のジョージ・ワシントン。 2004年
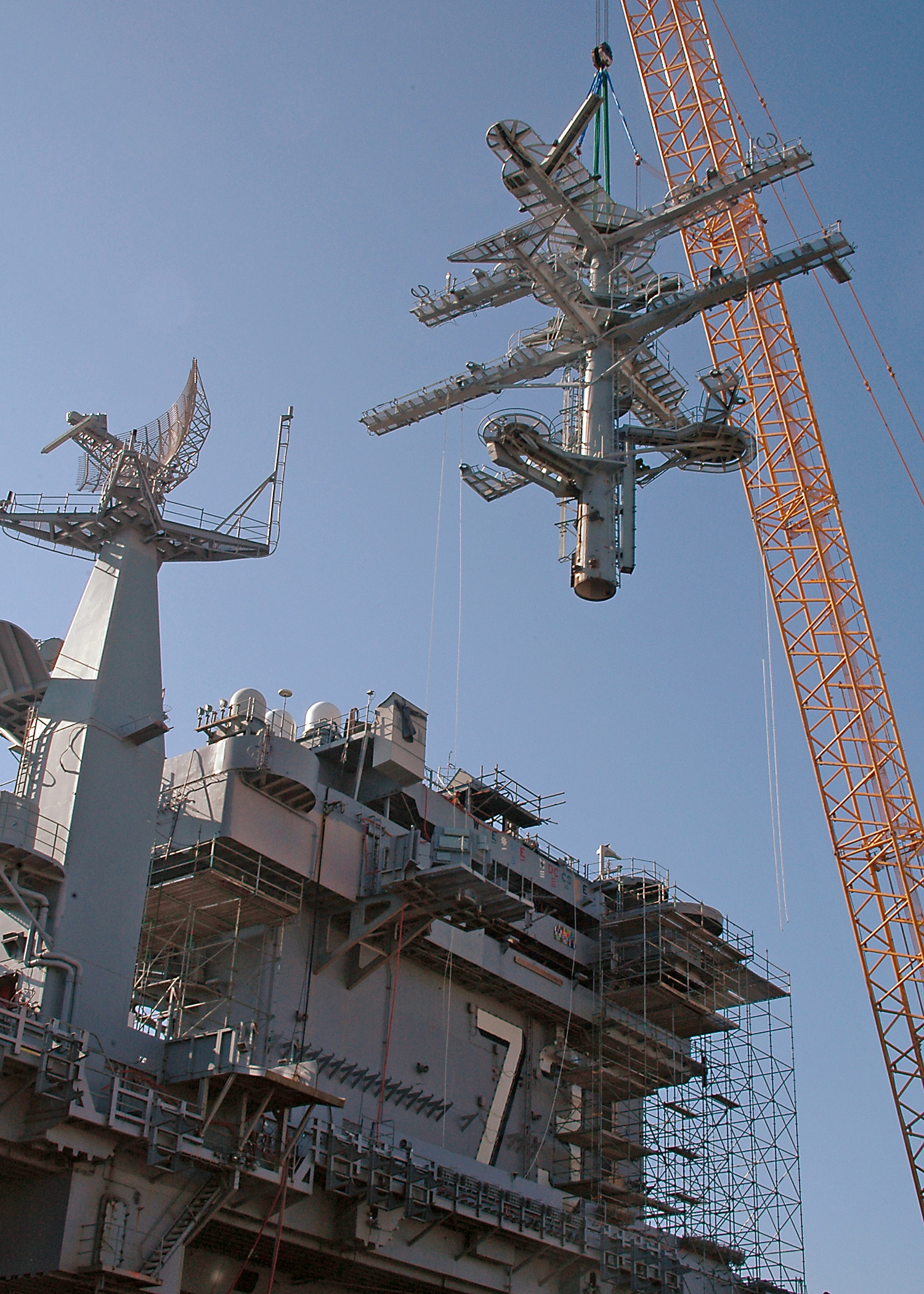
2006年に行われたメインマストの交換。
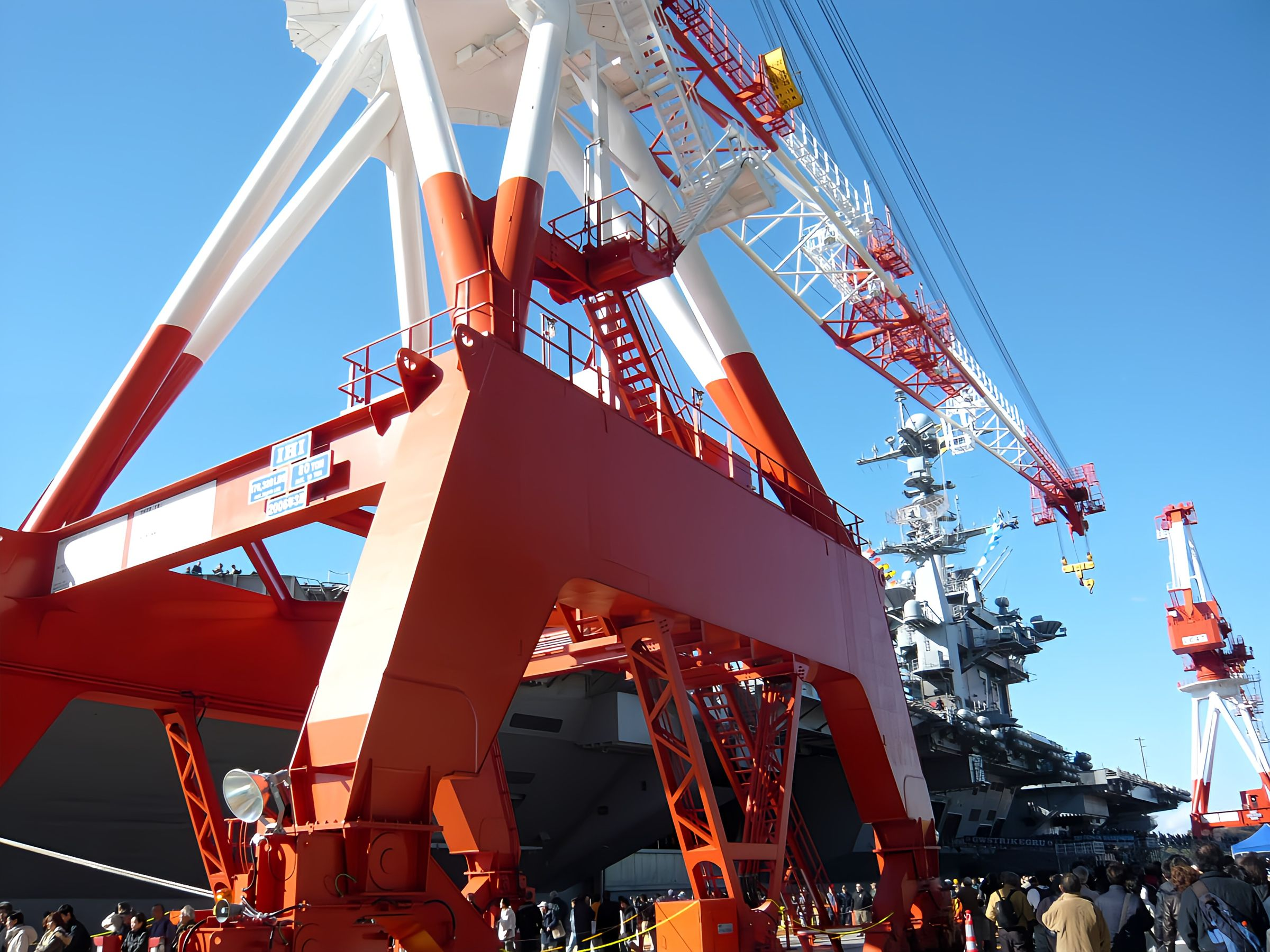
ガントリークレーンとジョージ・ワシントン(横須賀)
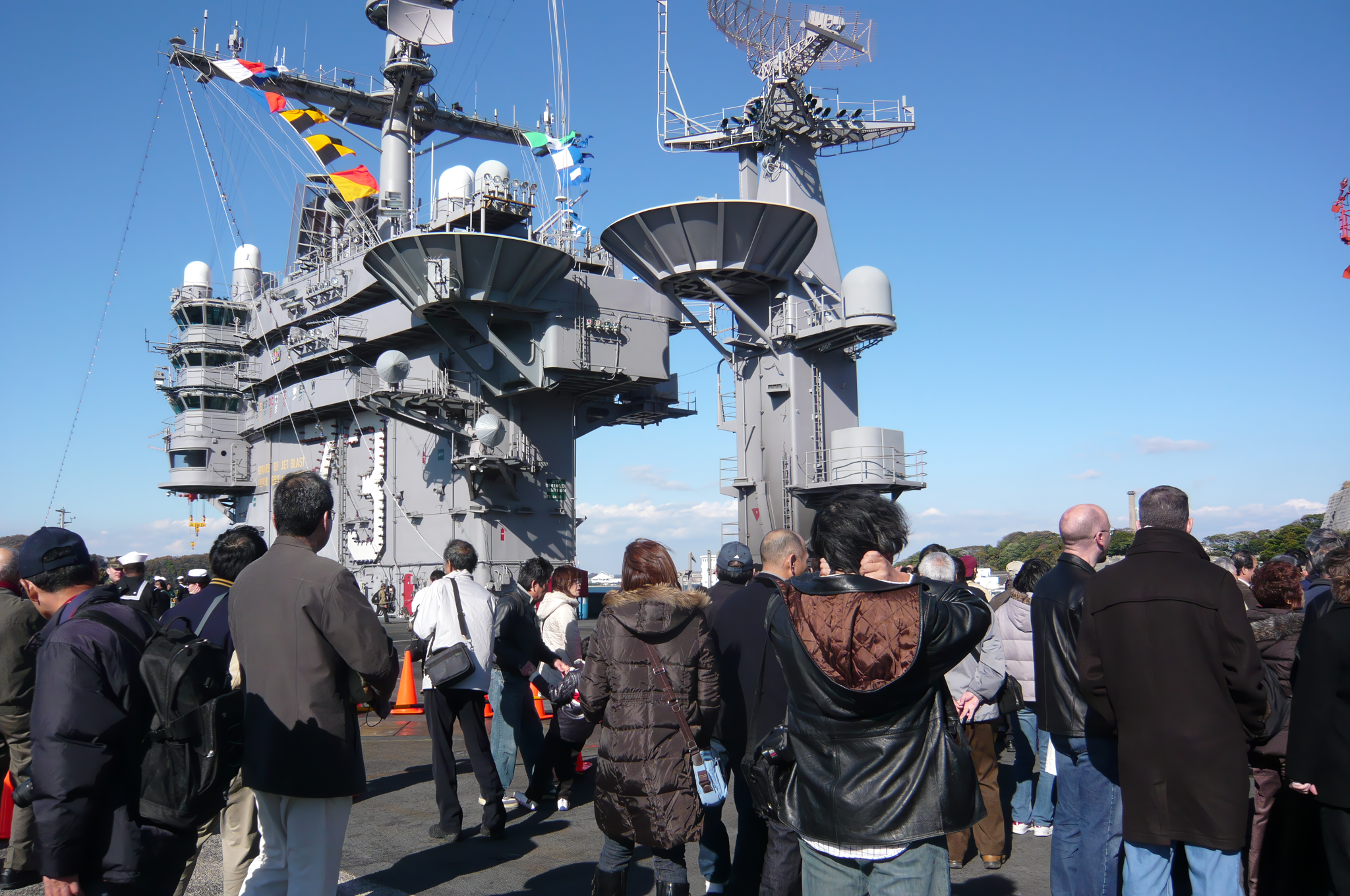
甲板上での撮影
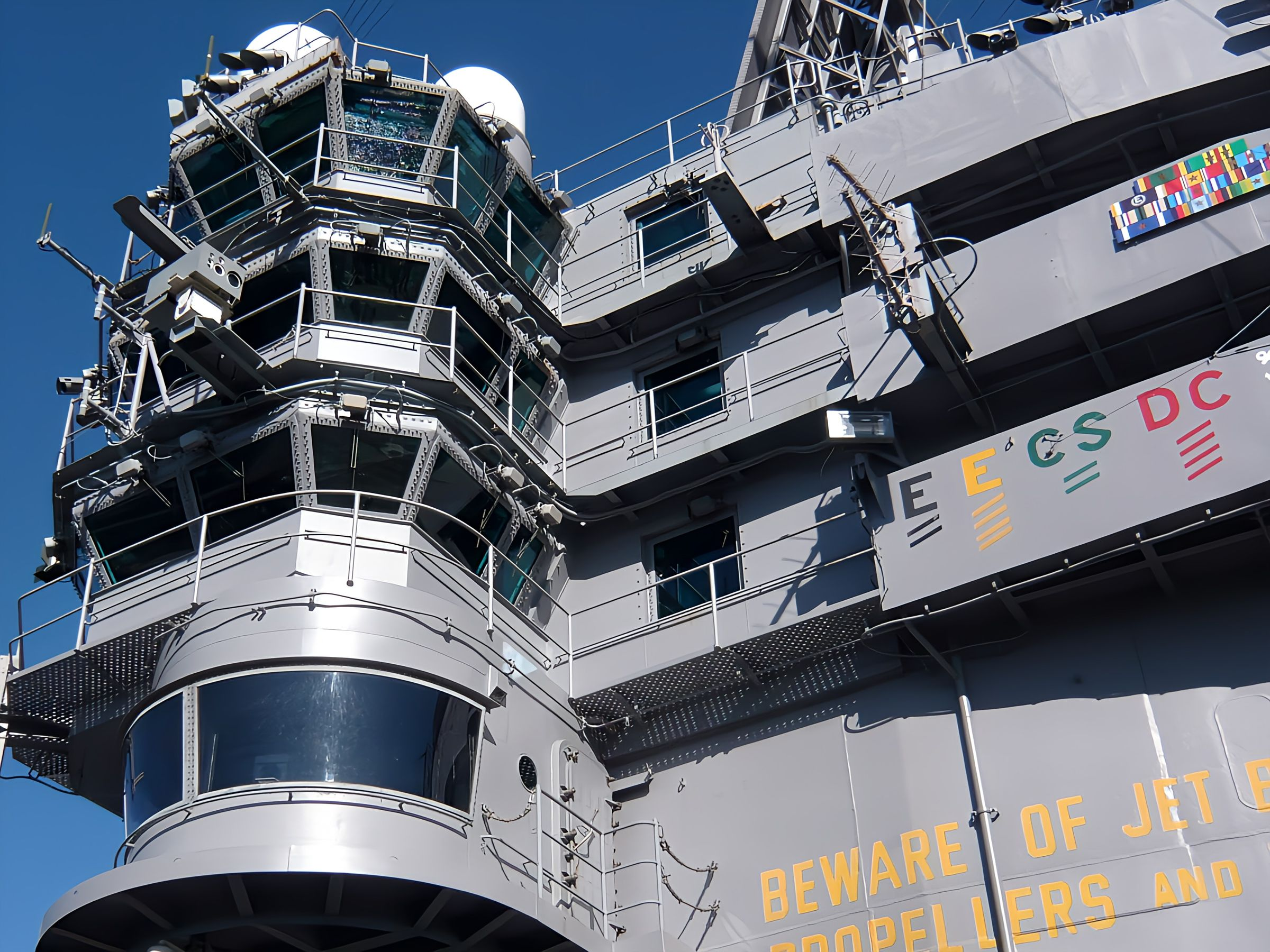
艦橋(拡大写真)
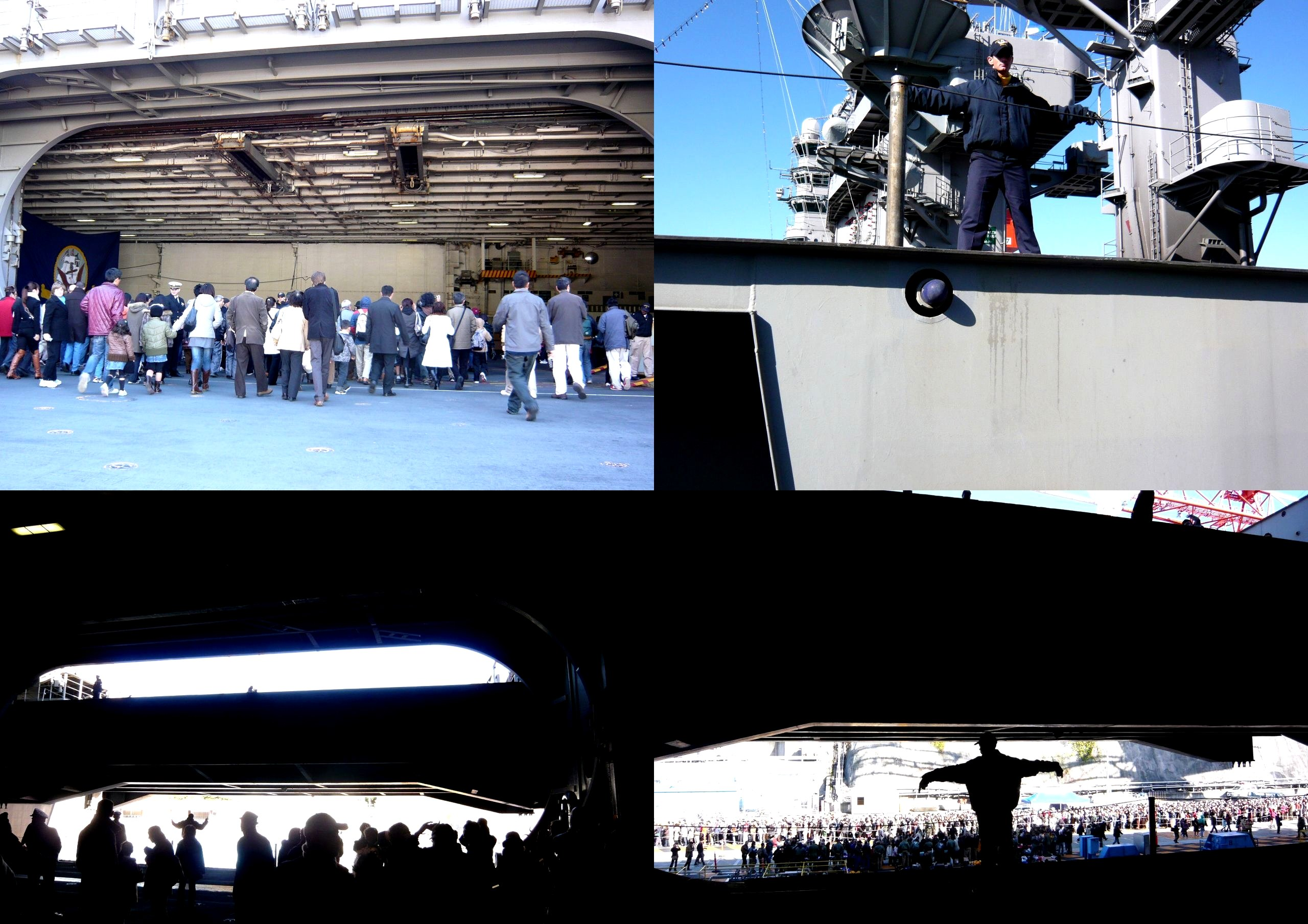
サイド・エレベーター降下

### 横須賀配備

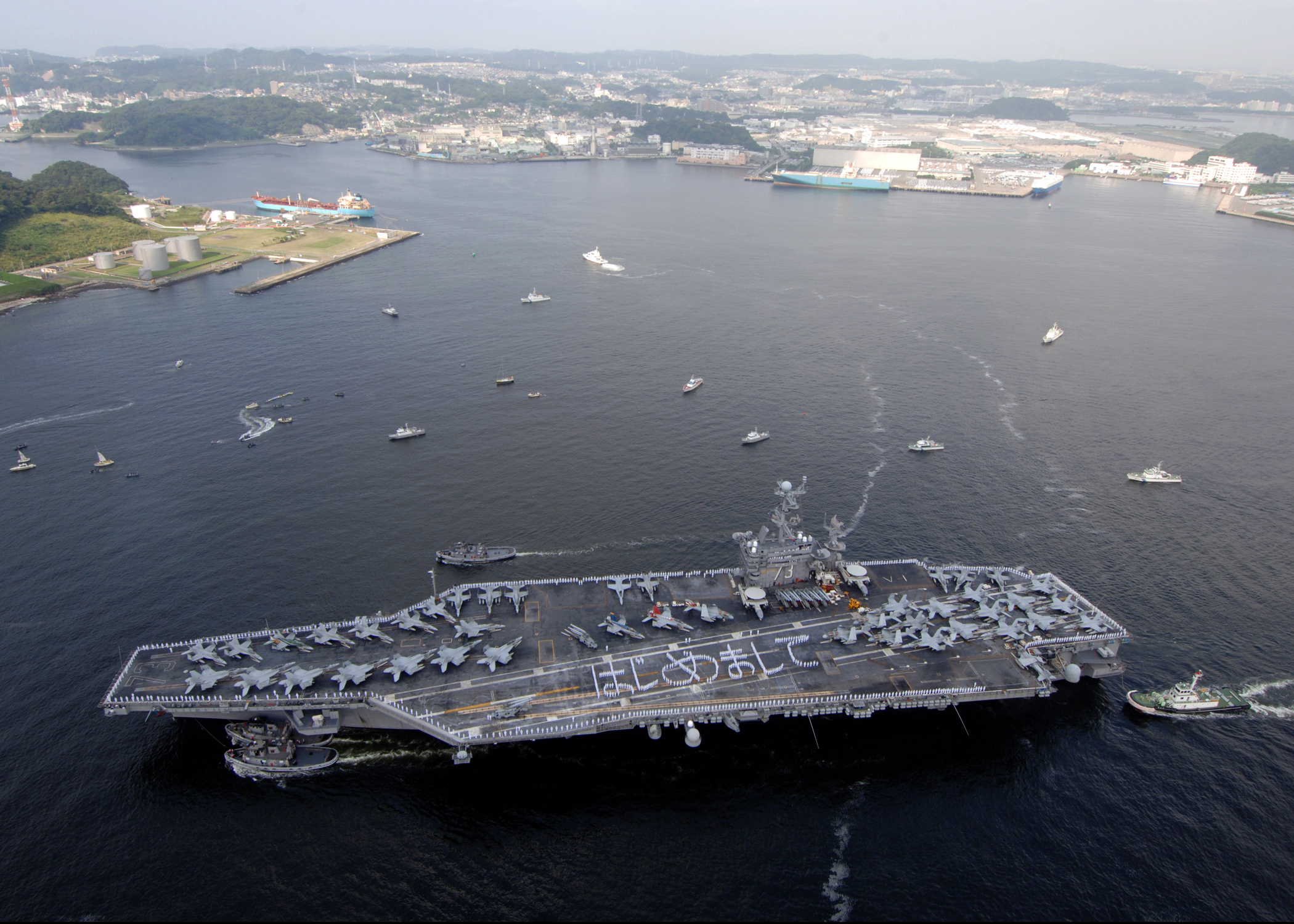
横須賀に入港したジョージ・ワシントン。

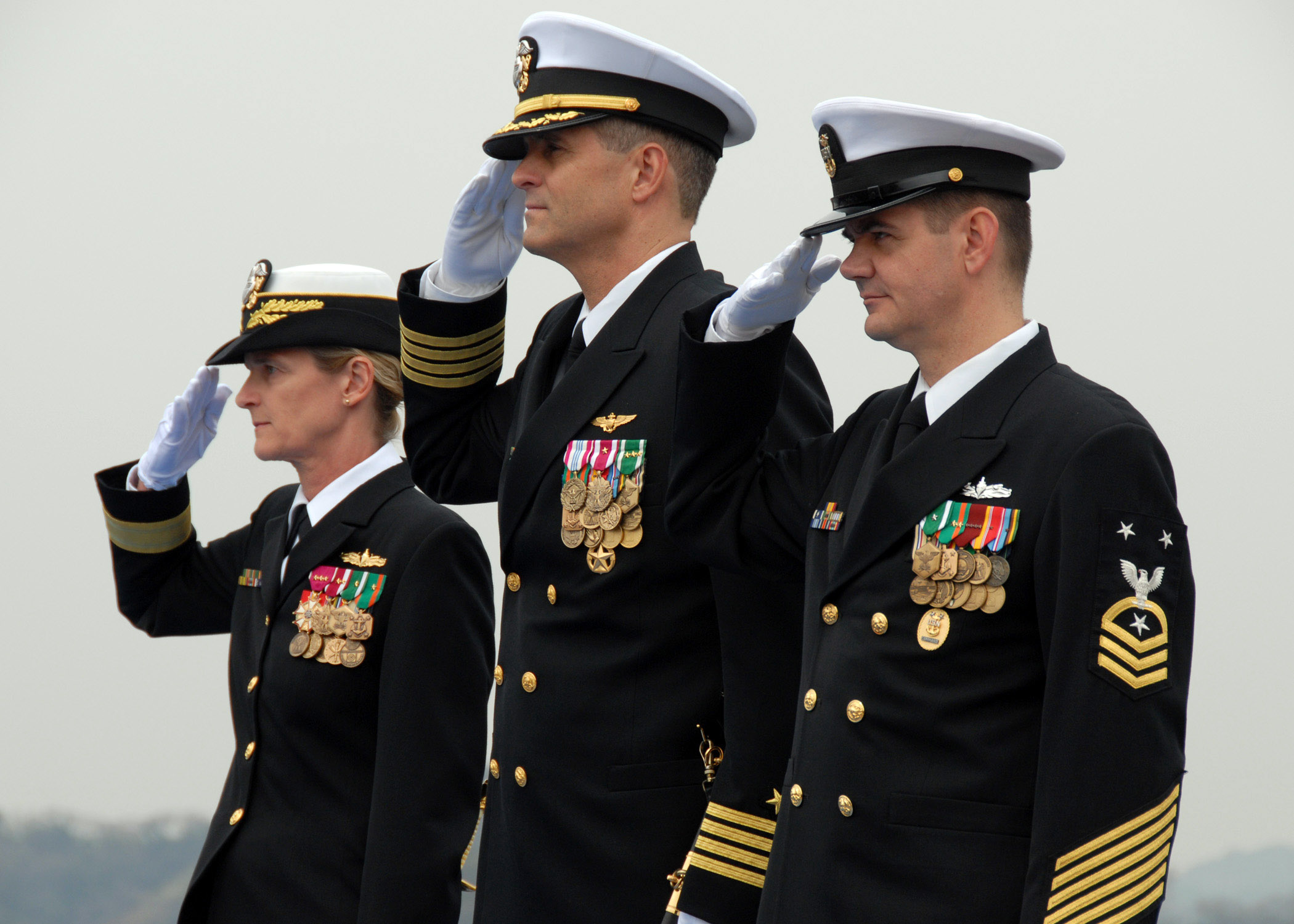
2009年4月～2012年8月の期間中艦長であったデイビッド・ラウスマン(David Lausman)海軍大佐（中央）。

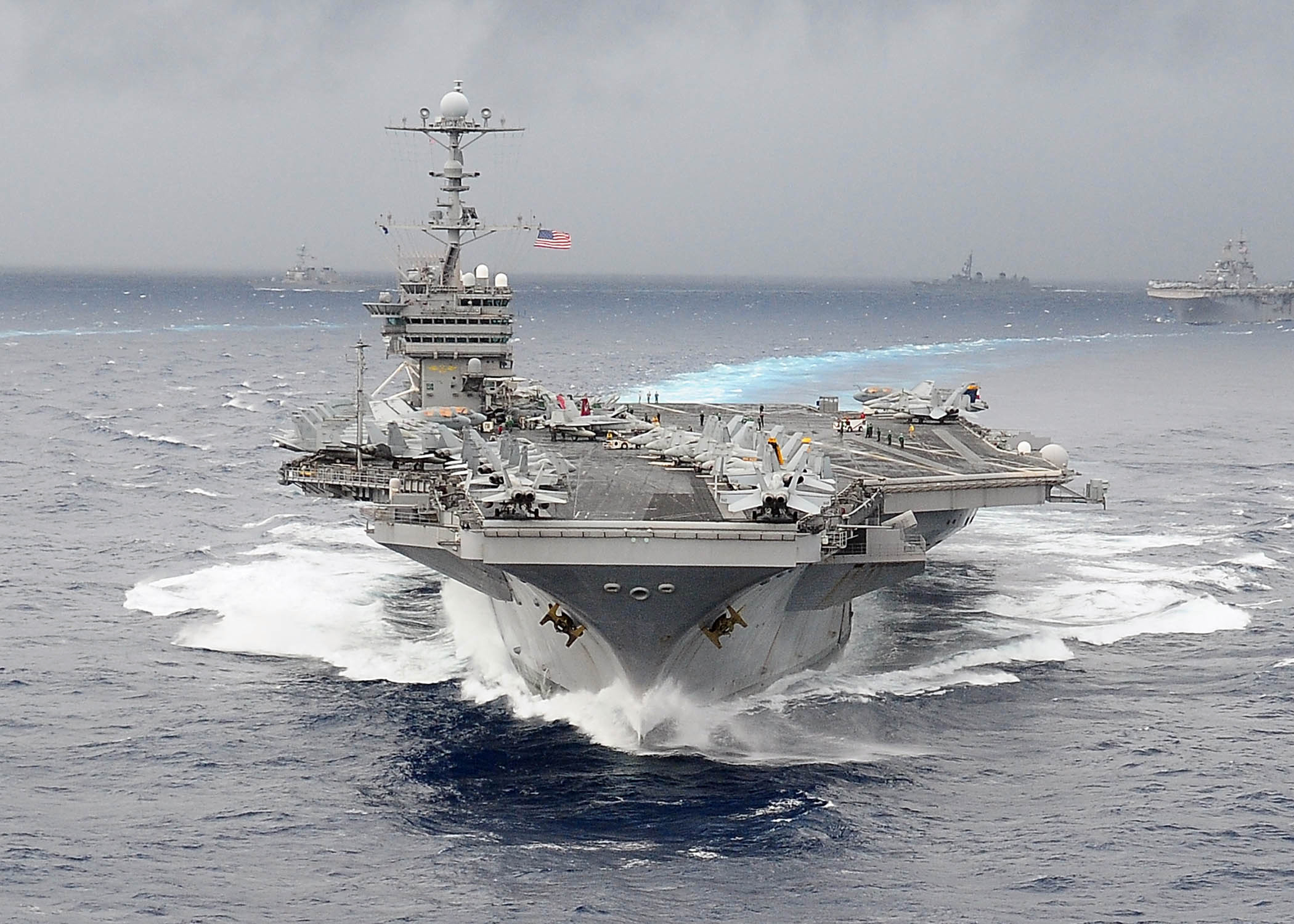
太平洋を航行中のジョージ・ワシントン。
2009年

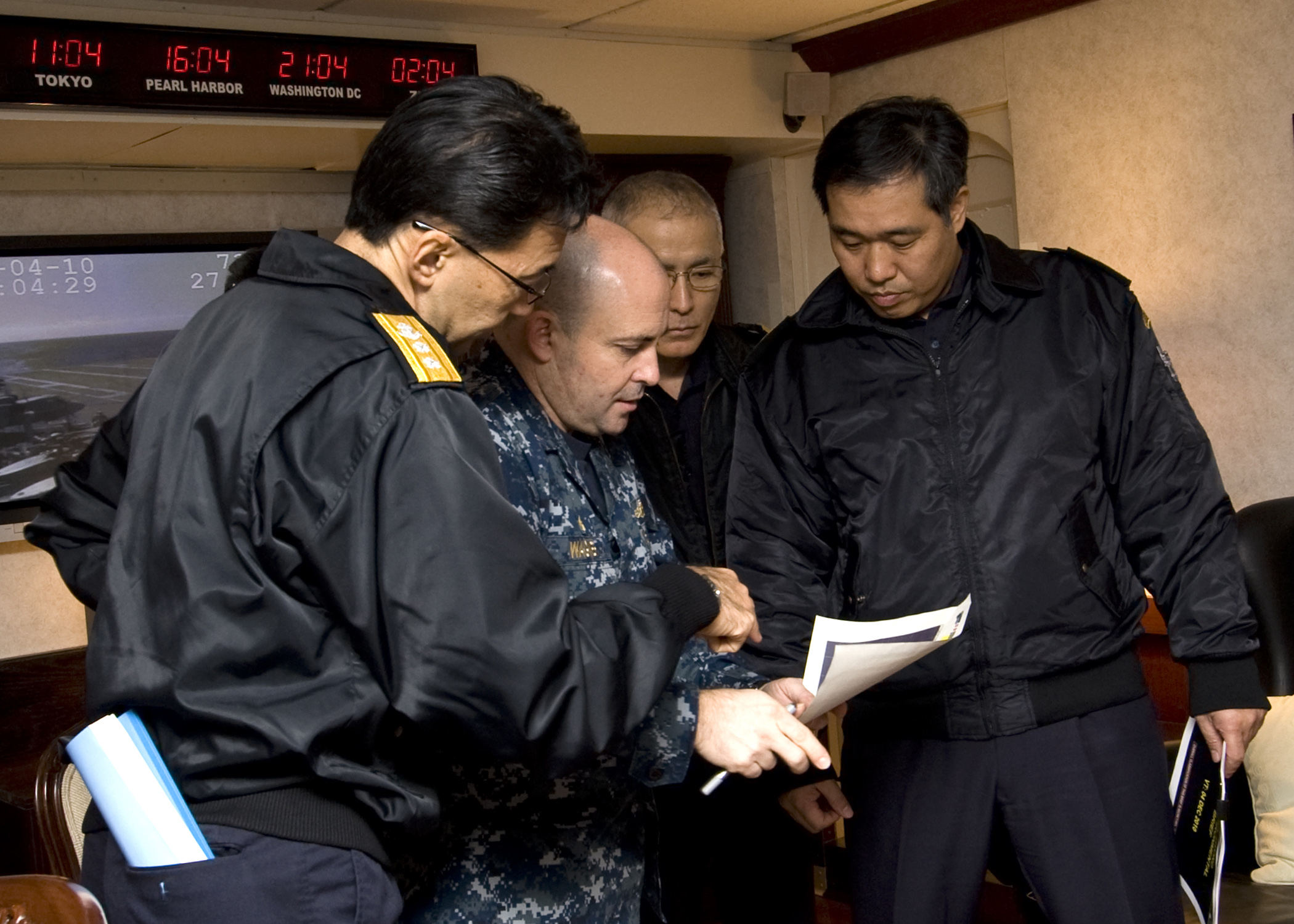
日米合同演習にて、ジョージ・ワシントン内にて作戦を立てている日米両国の幹部。

2008年4月7日、ジョージ・ワシントンは第17空母航空団 (Carrier Air Wing Seventeen, CVW-17) および第8空母打撃群 (Carrier Strike Group 8, CSG-8) と共にノーフォークを出港し、南米を回ってキティホーク (USS Kitty Hawk, CV-63) とその任務を交代するため横須賀基地に向かった。
この巡航中、ジョージ・ワシントンの戦闘集団はアメリカ南方軍による同盟諸国との演習に参加した。アメリカ海軍はブラジル海軍およびアルゼンチン海軍との共同作戦を実施した。4月22日、ブラジルのリオデジャネイロを初めて訪問した。
ジョージ・ワシントンがキティホークと任務を交代すると共に、第17空母航空団と第8空母打撃群は本国に帰還、厚木海軍飛行場を拠点とする第5空母航空団と横須賀を拠点とする第5空母打撃群がその任を引き継ぐ。ジョージ・ワシントンはアメリカ国外の基地を母港とする初の原子力空母となった。アメリカ海軍は日本国民に対してその任務を説明するために、「CVN-73」と題されたマンガ冊子を発行した。
2008年5月22日の午前8時前、中南米を航行中にエアコンや冷蔵施設、予備ボイラー室がある船尾の一画で火災が発生、1名がやけどを負い、23名が長時間の消火作業により熱中症となった。原子炉の安全性に問題は無く、数時間後に乗組員によって鎮火された。5月27日にサンディエゴに入港、火災による損害の評価が行われた。火災の原因は、適切に管理されていなかった油脂類にタバコの火が引火したものであり、ケーブル類に延焼したため鎮火に手間取ったとされている。7月30日には、この火災の監督責任を問い、艦長のダイコフ大佐が更迭された。
この火災事故の影響により当初6月上旬のハワイにおけるキティホークとの交代式の実施、7月末までのハワイ沖における環太平洋合同演習（リムパック2008）への参加、8月19日に横須賀入港・配備予定が延期となった。
修理を終えたジョージ・ワシントンは8月21日にサンディエゴを出港し、キティホークとの交代式のためハワイに向かった。第7艦隊に編入され、9月25日横須賀基地に入港し、同基地を事実上の母港として配備された。
2009年1月〜5月、本艦はアメリカ本土外で初めて原子力空母の大規模定期修理（SRA:Selected Restricted Availability）を実施した。この修理には飛行甲板の射出カタパルト整備や原子炉関連部分の修理も含まれていたが、横須賀の修理部門が原子炉関連部分の修理権限（能力）を持っていなかったため、アメリカ本土から修理資格を持つ技術者多数を数ヶ月に渡って横須賀に派遣された。
2011年3月11日の東日本大震災発生時はSRA中であったが、福島第一原子力発電所事故による放射能汚染を防ぐため、3月21日に修理を切り上げて横須賀港から出港した。回航中も修理を継続し、4月5日・12日には整備員の交代及び物資積載（修理中のため飛行甲板への航空機発着不可）のため佐世保港へ寄港した。母港へ帰港したのは4月20日になってからであり、帰港後もしばらく修理は継続された。修理中だったこともありトモダチ作戦には参加しなかったが、配下の空母打撃群からは艦艇が参加した。
2012年9月11日から19日までグアム島近海で実施した統合軍事演習「バリアント・シールド2012」に参加、その後に中東方面に展開するため母港のサンディエゴを出港した空母ジョン・C・ステニスと本艦が西太平洋上で合流し警戒監視任務に当たった。
2013年11月8日、11月11日にフィリピン中部を襲った台風30号の被害に対し、定期パトロール航海で香港に寄港中の本艦を中心とする空母打撃群は被災地の救援活動支援を命じられ出港、14日には現着し活動を開始した。22日まで作戦活動し、その後、揚陸艦などに活動を引き継ぎ、沖縄近海での日米合同演習に参加後、12月5日に母港へ帰港した。後日、アメリカ軍のこの被災に対する一連の活動を「ダマヤン作戦（Operation Damayan）」（ダマヤン=タガログ語で相互）と呼ぶことを決定した。
2014年1月14日、アメリカ海軍は横須賀港に配備されているジョージ・ワシントンを大規模修理および燃料棒交換（RCOH:Refueling and Complex OverHaul）のためバージニア州ニューポート・ニューズ造船所に移動し、代替として原子力空母ロナルド・レーガンを充てる配置転換計画を発表した。
2015年5月18日、本艦は日本での任務を終えて離日した。ロナルド・レーガンは10月2日から横須賀基地に配備予定だったが、天候の悪化を避けるため、10月1日に入港した。

### 2015年以降
2015年7月5日から21日、離日した本艦は米軍とオーストラリア軍が2年に1度実施する大規模合同軍事演習「タリスマン・セーバー（Talisman Sabre）」に参加。8月10日、ノースアイランド海軍航空基地に入港、ロナルド・レーガンとの艦交式(Hull Swap)を実施し、任務を引き継いだ。
2016年10月、ハリケーン「マシュー」の被害を受けたハイチにマーシー級病院船「コンフォート」とサン・アントニオ級ドック型輸送揚陸艦「メサ・ヴェルデ」と共に災害派遣され、12月21日にノーフォークに帰港した。
2017年9月、本艦はRCOHを開始した。近代化の内容は艦内ネットワークであるCANESの近代化、マストとSPS-49レーダータワーを切り離しの新型の設計のものへの置き換え、RAM及びESSM、25mm機関砲、対魚雷防御SSTDの装備、F-35Cへの対応などである。またレーザースキャナを使って船体をスキャンし、レーザースキャンされた画像を使用してオーバーレイし、どのパーツを切り取る必要があるかを判断したことで1億ドルの節約が可能になった。
2022年4月、1週間のうちに、本艦の乗員3名が自殺し、海軍が調査に乗り出すこととなった。これに伴い、心療医やカウンセラー、調査員などが派遣され、また艦内で居住していた200人以上が陸上の宿泊施設に居住することを許可され、近くにある海軍施設に移動した。
2023年5月、RCOHを完了し、10ヶ月に渡る展開資格取得や監査が実施された。2024年4月、 南アメリカ周辺の南洋展開のためにバージニア州ノーフォークを出港、7月にサンディエゴに入港した。

### 横須賀再配備
2023年4月28日、在日米海軍司令部（神奈川県横須賀市）は、横須賀基地に配備されている原子力空母ロナルド・レーガンの改修に伴い、ジョージ・ワシントンと交代させると発表した。
2024年10月18日、サンディエゴを出港、11月22日に横須賀基地に入港した。交代に伴い、艦上機であるF-35CやCMV-22が先んじて本艦を発艦し、所属する第5空母航空団の拠点岩国航空基地に到着した。F-35Cの来日により、アメリカ国外で初めて、すべてのF-35シリーズが揃う国となった。